# Gisøya
Gisøya est une île norvégienne du comté de Hordaland appartenant administrativement à Bømlo.

## Description
Rocheuse et désertique, elle s'étend sur environ 2,920 km de longueur pour une largeur approximative de 2,174 km.